# Savoyer Alpen

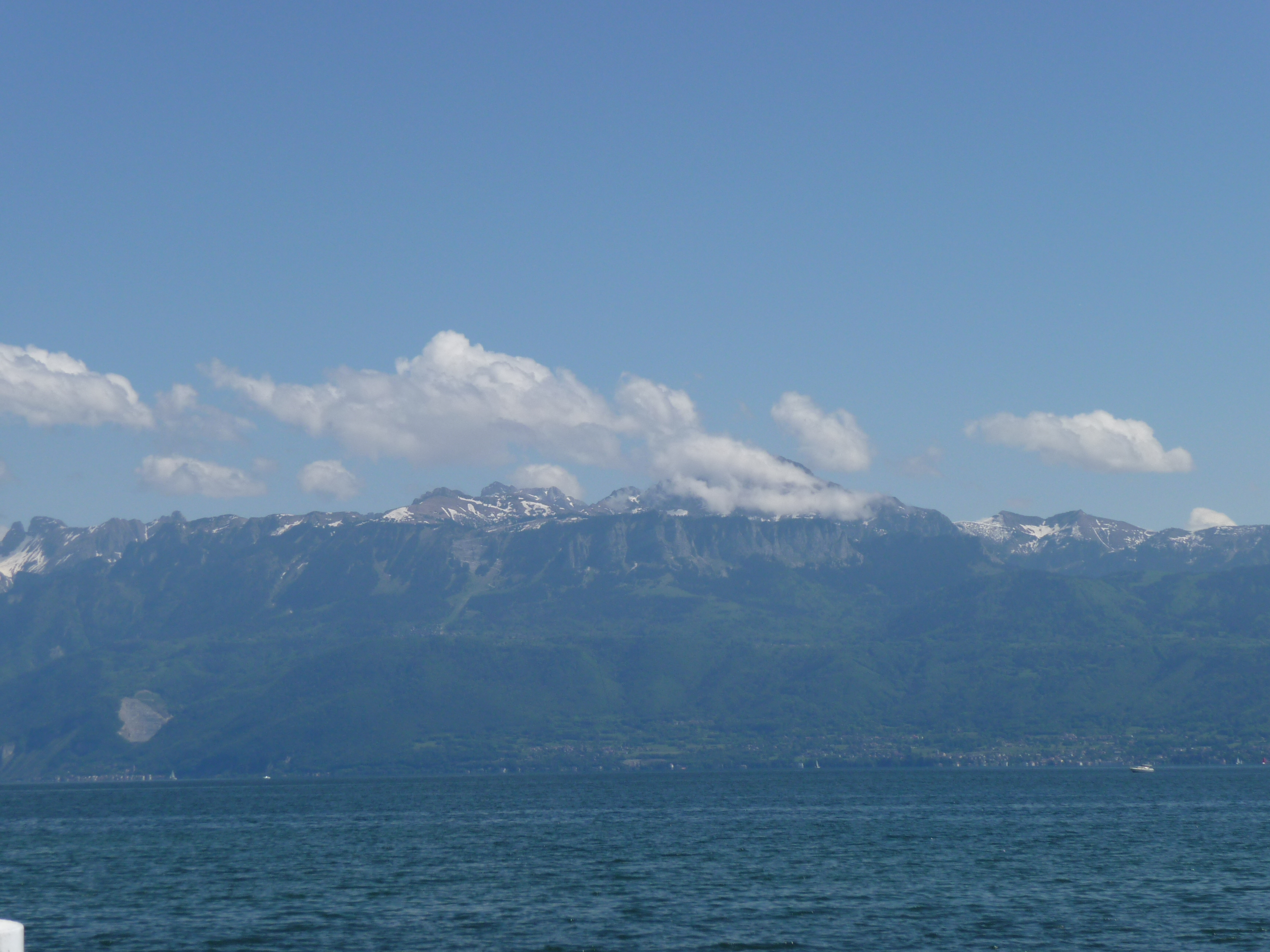
Savoyer Alpen, von Lausanne aus gesehen

Die Savoyer Alpen sind Teil der Westalpen. Sie liegen südlich des Genfersees in der historischen Landschaft Savoyen auf dem Gebiet der französischen Départements Savoie und Haute-Savoie.
In der 1924 zwischen Frankreich und Italien vereinbarten Gebirgsgruppeneinteilung werden die Bergmassive Savoyens nicht als eine einheitliche Gruppe angesehen; sie gehören teils zu den Grajischen Alpen (im Südosten, unter anderem mit der Mont-Blanc-Gruppe), teils zu den Savoyer Voralpen.
Ursprünglich gliederten sich die Savoyer Alpen in die südlichen, mittleren und nördlichen Savoyer Alpen.
Nachdem die Savoyer Alpen jahrhundertelang als strukturschwacher Peripherraum von einer wenig ertragreichen Subsistenzwirtschaft und erheblichen Abwanderungsprozessen geprägt waren, veränderte die zentralstaatlich gelenkte massentouristische Erschließung für den Wintertourismus die Region in bedeutendem Maße. Obwohl der wirtschaftliche und demographische Niedergang hierdurch aufgehalten werden konnte, mehrten sich kritische Stimmen vor allem in Bezug auf landschaftliche Auswirkungen der nicht in die natürliche Umgebung integrierten Retortenstationen. Allerdings war die 1963 initiierte Ausweisung des ältesten französischen Nationalparks Vanoise ebenfalls stark umstritten.